# Combaillaux
Combaillaux is een gemeente in het Franse departement Hérault (regio Occitanie). De gemeente werd op 1 januari 2017 overgeheveld van het arrondissement Montpellier naar het arrondissement Lodève. Combaillaux telde op 1 januari 2022 1.961 inwoners.

## Geografie
De oppervlakte van Combaillaux bedroeg op 1 januari 2022 9,06 vierkante kilometer; de bevolkingsdichtheid was toen 216,4 inwoners per km².

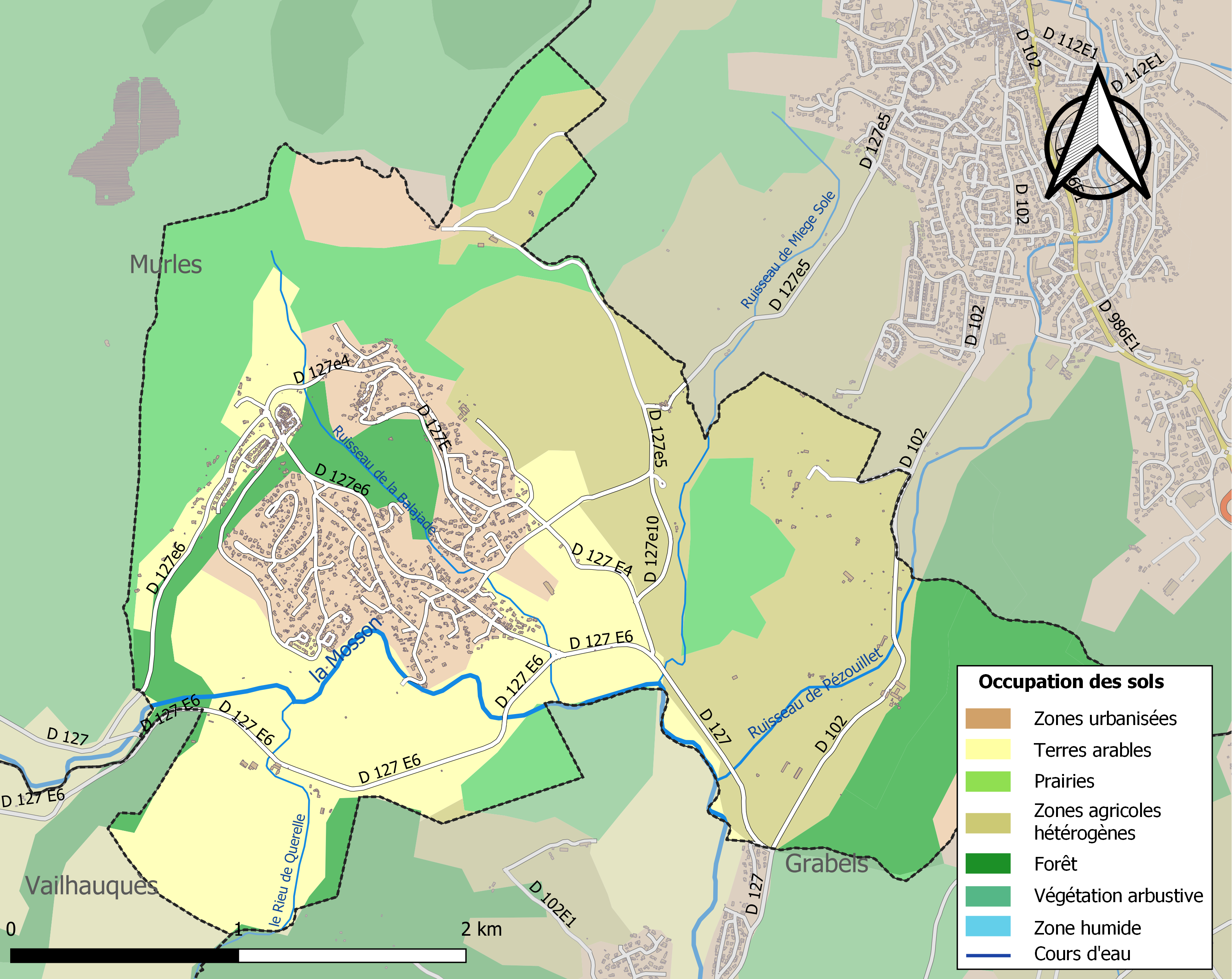
Kaart van de gemeente met belangrijkste infrastructuur, bodemgebruik en omliggende gemeenten

## Demografie
Onderstaande figuur toont het verloop van het inwonertal (bron: INSEE-tellingen).